# 蔦谷喜一
蔦谷喜一（つたや きいち、1914年2月18日 - 2005年2月24日）は、画家、塗り絵作家。東京都出身。

## 生涯
この節の出典:
1914年（大正3年）、京橋の紙問屋「蔦谷音次郎商店」の9人兄弟の7番目（五男）として生まれる。
1931年（昭和6年）、東京市立京橋商業学校を中退し、画家を志し川端画学校で学ぶ。
1939年（昭和14年）、画家としてはなかなか芽が出ず、見兼ねた兄の口利きで25歳にして商売をすることになり、菓子店の経営者となるが、商才は全くなく、赤字により1年ほどで店を閉める。
1940年（昭和15年）、友人が持ち込んだ「ぬりえ」の仕事をフジヲの名で始める。フジヲは、夏目漱石の「虞美人草」の藤尾からとった。「フジオのぬりえ」は、当時のぬりえの主流だった物の形をかたどっただけのものとは違い、美人画に近いものだったため、当時の女児に人気となった。しかし翌1941年（昭和16年）には、太平洋戦争の勃発により物資統制が開始され、市場から塗り絵が消えていく。喜一も1943年より軍需工場に動員され、ぬりえの仕事を休止する。
1947年（昭和22年）、キイチ/KIICHIの名でぬりえの制作と販売を始める。その後、石川松声堂と山海堂との共同経営となる。1948年（昭和23年）には「きいち」の名で、ぬりえを描くことに専念、大人気となる。1960年代前半（昭和30年代後半）にアニメブームが起こるまでぬりえ人気が続く。
1960年（昭和35年）、テレビ放送開始。児童は駄菓子屋の袋に入った「きいちのぬりえ」ではなく、書店売りの雑誌に付属するアニメキャラのぬりえを求めるようになり、収入が落ち始める。
1965年（昭和40年）、「第1次きいちブーム」終了。塗り絵の仕事が全くなくなり、収入が途絶えた。そのため、持ち家を手放す。リースや即売用の日本画の美人画や、肖像画を書き始める。
1972年（昭和47年）、きいちファンであったデザイナー長谷川義太郎と初めて出会う。長谷川の店「文化屋雑貨店」で原宿の雑貨のイラストを担当するようになる。
1978年（昭和53年）、長谷川の働きかけで資生堂ザ・ギンザのギャラリーにて「きいちのぬりえ展」が開催され、第2次きいちブームの火付け役となる。また、「きいちのぬりえ」を取り上げた初の本である『きいちのぬりえ : メリーちゃん花子さん』も刊行される。「きいちのぬりえ」シリーズの塗り絵本は、かつての少女たちから絶大なる人気を誇り、2005年に没するまで続刊され続け、没後も少女から中高年の特に女性の人気を集めるベストセラーとなった。
1985年（昭和60年）頃から、ひな祭りや羽根つき、七夕など、主に日本の文化や風習ななどを取り入れた童女の姿を描く「童女百態シリーズ」に取り組み始める。
1993年（平成5年）、テレビ朝日キャンペーンのポスターに起用され、駅張りや電車内吊り広告、新聞紙上でのカラー広告、テレビCMになり、同年の朝日広告賞・多色部門賞を受賞。雑誌広告批評などでもインパクトの強い作品として評価され、話題となった。
2002年（平成14年）、フランスのパリのカルティエ現代美術財団にて村上隆がキュレーションする「Coloriage(ぬりえ)展」に出品。
2005年（平成17年）、埼玉県春日部市の病院にて老衰により死去（享年91）。

## ぬりえ美術館
東京都には「きいちのぬりえ」を中心としたコレクションを展示するぬりえ美術館があった。喜一の姪にあたる金子マサが、2002年に自宅の１階にオープンした。なお、金子は塗り絵の研究者としての著書がいくつかある。
2022年には開館20周年を迎えたが、金子の体力の限界が来たことから、節目の年にあたる同年10月30日をもって閉館した。

### 書籍
草思社
- 『きいちのぬりえ―メリーちゃん花子さん 』(1978年) . NCID BA88719596

リブロポート
- 『ことりのように (うたの絵本)』 (1986年)ISBN 978-4845701735

京都書院
- 『きいちのぬりえときせかえ』 （1998年）ISBN 978-4763617002

小学館
- 『TheきいちのぬりえBOOK』（1998年） ISBN 978-4096810224
- 『THE きいちのぬりえBOOK 2』 （2003年）ISBN 978-4096810231
- 『THE きいちのぬりえ BOOK 着物編』 （2007年）ISBN 978-4096810248
- 『KIICHI―懐かしいきいちのカード30 』（2000年）ISBN 978-4096810262
- 『大判シリーズ きいちのぬりえ  秋・冬編』 （2005年）ISBN 978-4096818718
- 『大判シリーズ きいちのぬりえ お手伝い編 』 （2005年）ISBN 978-4096818725
- 『大判シリーズ きいちのぬりえ 春・夏編』（2006年）ISBN 978-4096818787
- 『大判シリーズ きいちのぬりえ 仲良し編』（2006年）ISBN 978-4096818794
- 『大判シリーズ きいちのぬりえ 着物編』（2006年）ISBN 978-4096818800
- 『大判シリーズ きいちのぬりえ ドレス編』（2006年）ISBN 978-4096818916
- 『大判シリーズ きいちのぬりえ お花編』（2006年）ISBN 978-4096818961
- 『大判シリーズ きいちのぬりえ おけいこ編』（2006年）ISBN 978-4096818954
- 『大判シリーズ きいちのぬりえ お遊び編』（2006年）ISBN 978-4096818978
- 『大判シリーズ きいちのぬりえ  四季の行事編』（2007年）ISBN 978-4096821046
- 『大判シリーズ きいちのぬりえ おしゃれ編』（2012年）ISBN 978-4096821091
- 『大判シリーズ きいちのぬりえ 昭和の暮らし編』（2012年）ISBN 978-4096821107
- 『大判シリーズ きいちのぬりえ いとしいペット編』  （2016年）ISBN 978-4096821114
- 『大判シリーズ きいちのぬりえ およめさん編』 （2016年）ISBN 978-4096821169
- 『大判シリーズ きいちのぬりえ 世界の童話編』 （2017年）ISBN 978-4096821190
- 『大判シリーズ きいちのきせかえ』（2007年）ISBN 978-4096821060

### 金子マサの書籍
- 金子マサ、山本紀久雄 共著『ぬりえ文化』小学館スクウェア（2005年）ISBN 978-4797986846
- 金子マサ、山本紀久雄 共著『ぬりえの心理』小学館スクウェア（2006年）ISBN 978-4797980622
- 金子マサ、山本紀久雄 共著『ぬりえを旅する』小学館スクウェア（2007年）ISBN 978-4797987195
- 金子マサ、尾崎康子、古賀良彦 、竹井史 共著『ぬりえの不思議』ぎょうせい（2010年）ISBN 978-4324089941